# Чимо (Бреша)
Чимо је насеље у Италији у округу Бреша, региону Ломбардија.
Према процени из 2011. у насељу је живело 235 становника. Насеље се налази на надморској висини од 767 м.